# Шаврін Олег Іванович
Ша́врін Оле́г Іва́нович (*4 січня 1936, село Сентег, Зав'яловський район — 17 березня 2021) — інженер-механік, доктор технічних наук (1978), професор (1979), дійсний член АТН Росії (1992), Заслужений діяч науки Удмуртської АРСР (1985), Заслужений діяч науки і техніки Росії (1995).
В 1960 році закінчив ІМІ. З 1972 року працював завідувачем кафедри, проректором з наукової роботи (1976—1983), ректором ІМІ (1983—1988).
Основні наукові праці присвячені теоретичному обґрунтуванню та розробці технологічних методів підвищення конструктивної міцності відповідальних деталей машин. Створив Теорію зміцнення деталей машин, що працюють в різноманітних умовах експлуатації, в основу якої покладена високо-температурна термомеханічна обробка (ВТМО) з використанням індукційного нагрівання. На базі теоретичного узагальнення основних положень процесу термомеханічної обробки (ТМО) та нових уявлень про природу спрямованого, орієнтовного термомеханічного зміцнення (ТМЗ), ним була розроблена теорія анізотропії, яка дозволила управляти процесом зміцнення деталей.
Шаврін — засновник наукової школи. Під його керівництвом підготовлено 25 кандидатів та 3 доктора наук. Має 59 авторитетних посвідчень та патентів на винаходи. Автор понад 180 наукових робіт, 5 монографій. Книга «Валки багатовалкових станів» (Москва, 1985) відмічена премією Міністерства вищої освіти СРСР в 1986 році. Під керівництвом Шавріна розроблена технологія обладнання ВТМО, що дозволило вперше в світовій практиці створити на заводі «Іжсталь» виробництво валків станів холодного прокату та надміцного дроту з ВТМО (1975), а на заводі «Іжмаш» — виробництво пружин на нього (1980). В НВО «Союз-1» (Іжевськ) створено виробництво гвинтових пружин підвищеної довговічності з ВТМО для автомобілів «Жигулі» та «Ока» (1992).
Шаврін був обраний президентом Удмуртського регіонального центру АТН Росії (1992). Лауреат премії Комсомолу Удмуртії (1973), НТО машпрому Удмуртії, дипломів відзнаки ВДНГ СРСР (1979, 1983), лауреат премії імені М. Т. Калашникова (1999).

## Твори
- Технология и оборудование термохимической обработки деталей машин. М., 1983
- Термомеханическое упрочнение полуфабрикатов, заготовок и деталей машин. М., 1986
- Анамез и оптимизация технологий упрочнения металлопродукции методом ВТМО. Ижевск, 1996 (у співавторстві)